# Illa Taquile
L'illa Taquile es troba al llac Titicaca, a uns 35 quilòmetres de la ciutat de Puno a Perú. Té una llargària de 6 quilòmetres. S'hi arriba amb unes barques des de Puno. Per accedir des del moll a la plaça central, i punt neuràlgic de l'illa, cal pujar uns cinc-cents esglaons (uns 20 minuts aproximadament).

## Població

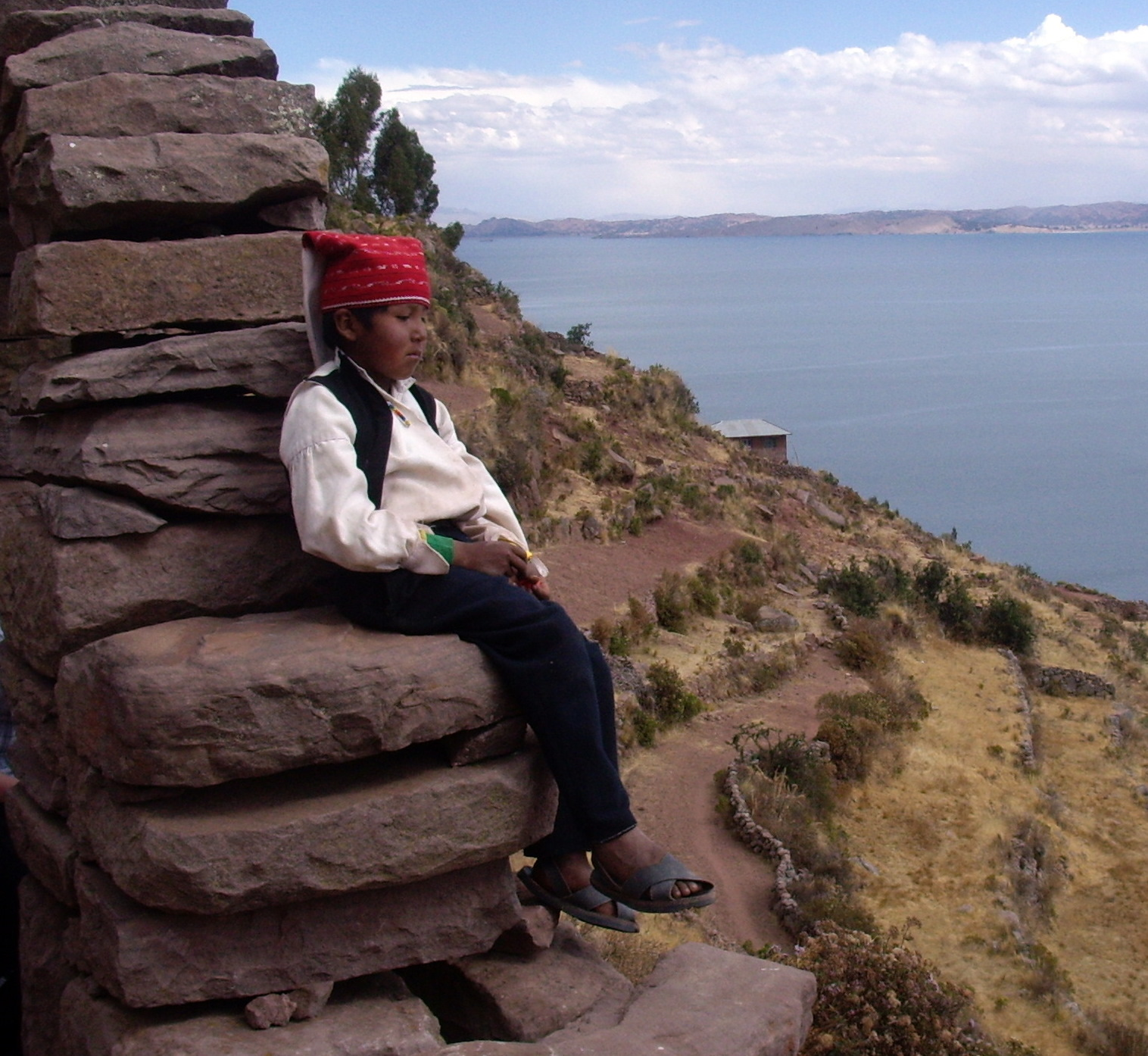
Nen de Taquile amb vestit típic

Pel que fa als seus habitants (uns 2.000) pertanyen a l'ètnia quítxua. La seva llengua (quítxua) prové de la família ameríndia. Es tracta d'un poble amb una cultura bàsicament tradicional. Viuen de la pesca, agricultura, artesania i, els darrers anys, del turisme. És una societat bàsicament endogàmica, normalment es casen entre ells. El terreny passa de pares a fills en la mesura que es van produint nous matrimonis.
És molt típica la indumentària dels seus habitants. Els homes vesteixen camisa blanca, pantalons negres, faixa i una gorra chullo de llana teixida per ells mateixos de diferents colors, semblant a una barretina. Sembla que al segle xviii l'illa va ser comprada per un industrial de Figueres que va implantar allà, un taller tèxtil, i a més va imposar aquesta vestimenta. La diferència de colors és el que marca el lloc que ocupa cada home dins de la comunitat Taquile; vermell (casats), blanc i vermell (solters) i combinació de colors (situació de poder actual o passada). Pel que fa a les dones vesteixen una brusa brodada i unes faldilles de capes de colors o polleras superposades.

## Clima i paisatge
El clima i paisatge de l'illa és el típic de l'altiplà peruà. Contrasta el to vermellós de la terra amb el color blau del llac i el blanc de la neu de les muntanyes de Bolívia que s'albiren des de l'illa. És molt recomanable gaudir de la posta de sol des del punt més alt de l'illa, tot envoltat de restes de cultura inca.

## Tradicions
Si es visita l'illa els dies festius es podran apreciar celebracions típiques amb dansa i música tradicional, al mateix temps que es podrà gaudir de la vistositat dels vestits típics de cada festivitat:
El 25 de juliol se celebra la festa patronal de San Diego.
A principis d'agost es fan les ofrenes a la Mare Terra Pachamama.

## Turisme
Actualment es practica a l'illa turisme comunal. Els habitants comparteixen les seves humils cases amb els turistes. El menjar que s'ofereix als restaurants és poc variat; peix (pescat al llac), patates, arròs i ous. Cal tenir present que fins a l'any 1990 no s'hi van instal·lar les primeres plaques solars. Avui en dia són molt poques les cases que tenen llum. L'aigua la pugen directament del llac.

## Ensenyament
És curiós trobar enmig d'aquesta illa dues construccions relativament més modernes on estan ubicats un institut i una escola de titularitat pública. Els docents de l'illa viuen durant tota la setmana a l'illa en uns humils habitatges sense els serveis bàsics de llum i aigua. Els caps de setmana es poden desplaçar a Puno per visitar la seva família.
L'illa Taquile, tot i els inconvenients que presenta derivats de la manca d'infraestructures modernes, és un lloc on es respira una pau i tranquil·litat especial que val la pena experimentar.